# Eudulophasia latiorata
Eudulophasia latiorata är en fjärilsart som beskrevs av W. Warren 1905. Eudulophasia latiorata ingår i släktet Eudulophasia och familjen mätare. Inga underarter finns listade i Catalogue of Life.